# Megaoperativo Tornado en el norte
El Megaoperativo Tornado en el norte fue una operación de la Policía Nacional del Perú realizada en el año 2016 que permitió la desarticulación de la organización criminal denominada "Los injertos de K y K", involucrados en sicariato, extorsión y tráfico de terrenos en el departamento de La Libertad.

## Contexto
"Los injertos de K y K" era una organización criminal que operaba en La Libertad liderada por Miller Mauricio Cruz Arce, alias "Miller", quien se encontraba recluido en el Penal de Piedras Gordas en Lima. "Los injertos de K y K" estaban involucrados en diversas actividades criminales dividiéndose en células especializadas en sicariato, extorsión y cobro de cupos, marcaje, transporte y abastecimiento de armas, tráfico de terrenos y microcomercialización de drogas.

## Megaoperativo
El 16 de agosto del año 2016, tras una labor de inteligencia, se dio inicio al megaoperativo denominado Tornado en el norte en Lima y La Libertad (además de establecimientos penitenciarios). Durante el operativo, se logró incautar 4 armas de fuego, 57 celulares y 47 chips de teléfono, 122 stickers para extorsión, 15 tarjetas de crédito, 4 pasaportes y casi 10 mil soles. Además, se capturó a los coordinadores de alias "Miller" (Teófilo Cruz Álvarez, alias "Father", y Cecilia Milagros Torres Cerquín, alias "Tía Ceci") y su lugarteniente Nilson Junior Valverde Diestra. Se capturó a 22 integrantes de la organización, entre ellos 5 menores de edad, lográndose la desarticulación de la organización criminal.